# Illustrirte Welt

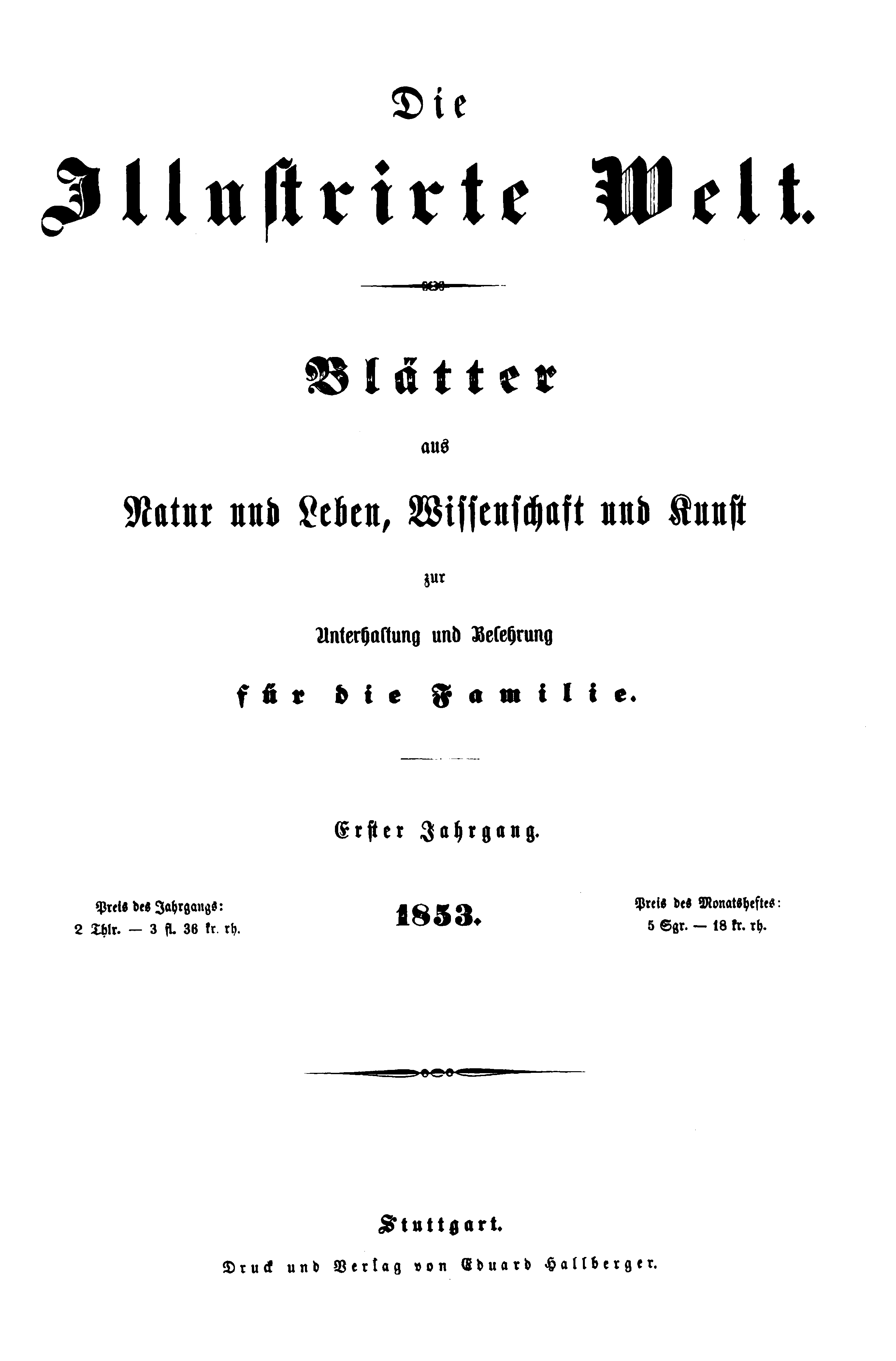
Die Illustrirte Welt, 1. Jahrgang 1853, Titelseite.

Die Illustrirte Welt, ab 1873 Illustrirte Welt, war eine durchweg bebilderte Familien- und Unterhaltungszeitschrift, die von 1853 bis 1902 in Stuttgart erschien. 

## Beschreibung
Die Zeitschrift wurde 1853 von dem Stuttgarter Verleger Eduard Hallberger begründet, der auch die Redaktion übernahm. Sie erschien in 50 Jahrgängen von 1853 bis 1902 und wurde in Stuttgart bei dem Verlag von Eduard Hallberger verlegt, ab 1881 in der Deutschen Verlags-Anstalt. Die Zeitschrift erschien wöchentlich, ab 1856 zweimal im Monat und ab 1866 wieder wöchentlich. 1903 wurde die Illustrirte Welt mit der seit 1866 bestehenden Zeitschrift Das Buch für Alle verschmolzen.
Die Zeitschrift trug den Untertitel „Blätter aus Natur und Leben, Wissenschaft und Kunst zur Unterhaltung und Belehrung für die Familie“, ab 1856 „Blätter aus Natur und Leben, Wissenschaft und Kunst zur Unterhaltung und Belehrung für die Familie, für Alle und Jeden“. Spätestens ab 1878 trug die Zeitschrift den Gesamttitel „Illustrirte Welt. Deutsches Familienbuch. Blätter aus Natur und Leben, Wissenschaft und Kunst.“
Herausgeber/Redakteur war bis zu seinem Tod 1880 Eduard Hallberger, dann vorübergehend sein Bruder Karl „Charles“ Hallberger, ab 1881 Hugo Rosenthal-Bonin, ab 1890 Joseph Kürschner und ab 1893 Wilhelm Wetter.

## Geschichte
Nach dem Vorbild der in Frankreich und England gepflegten wichtigen Verbindung von Wort und Bild und der bereits seit 1843 erscheinenden Illustrirten Zeitung von Johann Jacob Weber brachte Eduard Hallberger 1850 die Zeitschrift „Jugend-Album“ heraus, die ihren Erfolg nicht zuletzt der reichen Bebilderung verdankte. Als er sich entschloss, nach diesem Muster eine Familienzeitschrift größeren Stils herauszugeben, verband er sich mit zwei französischen Xylographen, die sich kapitalmäßig beteiligten und vor allem auch das erforderliche Knowhow mitbrachten, um die reiche Bebilderung der Zeitschrift zu gewährleisten. Der Erfolg der Zeitschrift setzte Hallberger in den Stand, seine Teilhaber alsbald abzulösen und die erforderlichen Holzstiche in genügender Zahl in einem eigenen xylographischen Atelier zu produzieren.
1862 erreichte die Auflage der Zeitschrift 90.000 Exemplare. Die ebenfalls 1853 gegründete „Gartenlaube“ hatte 1861 eine Auflage von 100.000, im Jahr 1875 von 382.000 Exemplaren. Nach dem erfolgreichen Vorbild der Illustrirten Welt begründete Hallberger 1858 die Unterhaltungszeitschrift „Über Land und Meer“, die den Erfolg der Illustrirten Welt noch übertraf und bis 1923 erschien.
| - Illustrirte Welt, 1853, Seite 8. - Illustrirte Welt, 1861, Seite 1. - Illustrirte Welt, 1865, Seite 49.  |
| - Illustrirte Welt, 1877, Seite 49. - Illustrirte Welt, 1877, Seite 51. - Illustrirte Welt, 1878, Seite 1. |